# El Espino (kommun)
El Espino är en kommun i Colombia.   Den ligger i departementet Boyacá, i den centrala delen av landet, 270 km nordost om huvudstaden Bogotá. Antalet invånare är 3 997. Arean är 70 kvadratkilometer.
Terrängen i El Espino är bergig norrut, men söderut är den kuperad.